# Tulga
Tulga war vom 20. Dezember 639 bis zum 17. April 642 König der Westgoten.
Tulga war der Sohn und Nachfolger von Chintila, bei dessen Tod 639 allerdings noch minderjährig. Er war der erste Westgotenkönig, der zu Lebzeiten seines Vaters nicht durch einen bloßen Beschluss des Herrschers, sondern durch einen Wahlakt zum Mitregenten erhoben wurde. So wurde der Wille des Herrschers vollstreckt, aber zugleich dem Wahlprinzip formell Genüge getan.
Tulga wurde 642 durch eine Rebellion von Adligen gestürzt. Die Königswürde übernahm Chindaswinth. Tulga wurde in ein Kloster gesteckt und damit als Mönch regierungsunfähig gemacht; sein weiteres Schicksal ist unbekannt. Damit scheiterte Chintilas Versuch, eine Dynastie zu etablieren.